# Teresa Jętkiewicz
Teresa Jętkiewicz-Rządkowska (ur. 21 grudnia 1905 w Warszawie, zm. 31 października 1983 tamże), polska tłumaczka literatury niemieckojęzycznej. 
Teresa Jętkiewicz od 1949 pracowała w Spółdzielni Wydawniczej „Czytelnik”. Przetłumaczyła na język polski m.in. niemal całą twórczość Heinricha Bölla.

## Wybrane przekłady
- Heinrich Böll: „I nie poskarżył się ani słowem”, „Nie strzeżone progi”, „Bilard o wpół do dziesiątej”, „Dziennik irlandzki”, „Zwierzenia klowna”, „Koniec podróży służbowej”, „Utracona cześć Katarzyny Blum”, „Śmierć Lohengrina i inne opowiadania”, "Człowiek z nożami"
- Christa Wolf „Rozmyślania nad Christą T.”
- Michael Ende „Momo”
- Wolfgang Georg Fischer „Pokoje umeblowane”
- Siegfried Lenz „Za burtą”
- Friedrich Dürrenmatt „Kraksa”, „Sędzia i jego kat”
- Vicki Baum „Ostrzega się przed sarnami”